# Dunas de Sarugamori
Las dunas de Sarugamori (猿ヶ森砂丘 Sarugamori Sakyū?) forman, con 2 km de ancho, 17 de largo y unas 15 000 hectáreas de extensión, el mayor grupo de dunas de Japón. Se ubican en la costa de Higashidōri, al este de la península de Shimokita (prefectura de Aomori). La zona pertenece a la agencia gubernamental de Adquisición, Tecnología y Logística, y no está abierta al público.

## Formación
El sistema de dunas costeras es de origen eólico, y se desarrolló durante el Holoceno en un contexto de clima templado influenciado por los monzones. Las características de los estratos y sus sedimentos indican que se presentan dunas de cuatro generaciones. Estas se formaron durante la regresión eustática, que siguió al alto nivel del mar posglacial. Este cambio, así como los fuertes vientos del océano Pacífico, aumentaron la cantidad de granos en la playa, por lo que las dunas fueron creciendo en tamaño y se redujo el bosque circundante. El noreste de Japón se encuentra en una zona de transición afectada en gran medida por la circulación monzónica de Siberia y el sudeste asiático. Las monzones intensificados contribuyeron a las inundaciones producidas por las lluvias y el deshielo. De este modo, el incremento pronunciado en la precipitación anual —entre los años 7200-6300, 4700-3600, 3050-2500, 1850-1100 y 550-200 AP— aumentó la cantidad de erosión superficial, por lo que llegó un gran volumen de sedimento hacia la costa. La península de Shimokita experimenta terremotos y tsunamis frecuentes, que han reducido el relieve de las dunas por el desplazamiento de los sedimentos.